# Горю-Мару
Горю-Мару (Goryu Maru) — судно, яке під час Другої світової війни взяло участь у операціях японських збройних сил на Філіппінах, у Індонезії та на сході Мікронезії.

## Передвоєнна історія
Горю-Мару спорудили в 1940 році на верфі Kawaminami Kogyo Zosensho у Нагасаці на замовлення компанії Goyo Shosen.
1 травня 1941-го судно реквізували для потреб Імперського флоту Японії та призначили для використання як водовоз. З 18 травня по 20 червня Горю-Мару пройшло необхідну модернізацію на верфі Yokosuka Naval Yard.

## Вторгнення на Філіппіни
На додачу до головних сил, котрі доправили до затоки Лінгаєн на заході Лусону, японське командування вирішило висадити ще кілька десантів на південно-східному узбережжі цього острова. Так, до затоки Ламон-Бей спрямували конвой із 24 транспортів з військами, який вийшов 17 грудня 1941-го з порту Конія на острові Амаміошима (північна група островів Рюкю). Того ж дня з Конії до Ламон-Бей вирушило й Горю-Мару, яке мало забезпечувати інші кораблі водою. 24 грудня загін прибув до Ламон-Бей та провів висадку не зустрівши сильного спротиву.
30 грудня Горю-Мару полишило Ламон-Бей та вирушило до порту Такао (наразі Гаосюн на Тайвані), куди прибуло 3 січня 1942-го.

## Операції у Індонезії
6 січня 1942-го Горю-Мару вийшло з Формози та 14 числа досягнуло порту Давао на південному узбережжі острова Мінданао. 18—22 січня воно здійснило перехід звідси до Палау (важлива база японського ВМФ на заході Каролінських островів), звідки вирушило у зворотний шлях 26 числа та 31 січня опинилось біля острова Бангка неподалік від північно-східного завершення Сулавесі (японці вторглись сюди ще 11 січня).
4—8 лютого Горю-Мару перейшло до порту Голо (на однойменному острові в архіпелазі Сулу), де перебувало до 25 лютого. У березні судно відвідало ряд пунктів на острові Сулавесі — Старінг-Бей, Кендарі, Макассар, при цьому в останньому воно залишалось до 25 квітня, після чого прибуло до на острів Ява.
У червні — липні Горю-Мару відвідало Мако (важлива база ВМФ на Пескадорських островах у південній частині Тайванської протоки) та Кірун (наразі Цзілун на Тайвані), а 20 липня досягнуло Йокогами.

## Служба на сході Мікронезії
23 серпня 1942-го Горю-Мару вийшло з японського порту Моджі і з 30 серпня по 24 вересня перебувало на Палау. 27 вересня воно вирушило на схід, відвідало атол Улул і 30 вересня досягнуло Труку в центральній частині Каролінських островів (ще до війни тут створили потужну базу японських ВМС, з якої до лютого 1944-го провадились операції у цілому ряді архіпелагів).
У другій половині жовтня 1942-го судно вже перебувало на сході Мікронезії, де й залишалося понад рік аж до своєї загибелі. При цьому Горю-Мару неодноразово відвідало різні атоли Маршаллових островів — Кваджелейн, Вотьє, Малоелап, Джалуїт, а в квітні, червні та жовтні 1943-го здійснило рейси до Тарави на островах Гілберта (під час останнього з цих рейсів воно також побувало на іншому острові архіпелагу Макіні). На початку травня 1943-го судно побувало на сході Каролінських островів на гарно забезпеченому водою вулканічному острові Понапе (одне з найвологіших місць на Землі), який багаторазово відвідували різні японські судна-водовози.
21 листопада 1943-го судно перебувало у лагуні атола Джалуїт, де стало ціллю для повітряної атаки. Дві бомби уразили машинне відділення, судно стало тонути та сіло на ґрунт біля узбережжя острова Айнеман, при цьому загинуло 18 членів екіпажу.
Протягом грудня під час численних нальотів Горю-Мару зазнало додаткових пошкоджень, оскільки пілоти сприймали його за судно, здатне продовжувати службу. Так само в нього влучали під час атак 4 та 7 лютого 1944-го (на той час Джалуїт уже був у блокаді, проте американська авіація й далі атакувала його).